# Priscah Jepleting Cherono
Priscah Jepleting Cherono (Kenia, 27 de junio de 1980) es una atleta , especialista en la prueba de 5000 m, con la que ha logrado ser medallista de bronce mundial en 2007.

## Carrera deportiva
En el Mundial de Osaka 2007 gana la medalla de bronce en los 5000 metros, con un tiempo de 14:29.51 segundos, quedando en el podio tras la etíope Meseret Defar y su compatriota la atleta también keniana Vivian Cheruiyot.